# Axel Kei
Axel Kei (Abidjan, 30 dicembre 2007) è un calciatore ivoriano naturalizzato statunitense, attaccante del Real Monarchs.

## Biografia
Nato in Costa d'Avorio, insieme alla famiglia si trasferisce negli Stati Uniti.

## Carriera
Cresciuto nel settore giovanile del Real Salt Lake, si fa notare nella MLS Next Cup, conquistando il torneo con la propria squadra e aggiudicandosi il titolo di capocannoniere. L'8 ottobre 2021 viene convocato per la prima volta dal Real Monarchs con cui esordisce il giorno dopo in campionato e giocando l'ultima mezz'ora di partita. Con questo ingresso in campo, all'età di 13 anni, 9 mesi e 9 giorni, diviene il più giovane calciatore ed atleta esordiente nella storia degli sport a squadre statunitensi.
Il 14 gennaio 2022, all'età di 14 anni e 15 giorni, firma il primo contratto, biennale, con il Real Salt Lake, divenendo il più giovane calciatore ad aver mai firmato un contratto da professionista.
Il 12 giugno gioca la seconda frazione di gioco del match tra i Monarchs ed il Colorado Rapids 2; al 68º minuto realizza la prima rete da professionista all'età di 14 anni e 163 giorni.
Il 15 ottobre 2023, esordisce in MLS, all'età di 15 anni e 289 giorni, subentrando negli ultimi minuti di gioco contro il LA Galaxy e divenendo il quarto calciatore più giovane di sempre ad esordire nel campionato statunitense.

## Statistiche
Statistiche aggiornate al 6 ottobre 2024.
| Stagione        | Squadra         | Campionato      | Campionato | Campionato | Coppe nazionali | Coppe nazionali | Coppe nazionali | Coppe continentali | Coppe continentali | Coppe continentali | Altre coppe | Altre coppe | Altre coppe | Totale | Totale |
| Stagione        | Squadra         | Comp            | Pres       | Reti       | Comp            | Pres            | Reti            | Comp               | Pres               | Reti               | Comp        | Pres        | Reti        | Pres   | Reti   |
| --------------- | --------------- | --------------- | ---------- | ---------- | --------------- | --------------- | --------------- | ------------------ | ------------------ | ------------------ | ----------- | ----------- | ----------- | ------ | ------ |
| 2021            | Real Monarchs   | USLC            | 1          | 0          |                 | -               | -               |                    | -                  | -                  |             | -           | -           | 1      | 0      |
| 2022            | Real Monarchs   | NextPro         | 13         | 3          |                 | -               | -               |                    | -                  | -                  |             | -           | -           | 13     | 3      |
| sett. 2022      | Real Salt Lake  | MLS             | -          | -          |                 | -               | -               |                    | -                  | -                  | LC          | 1           | 0           | 1      | 0      |
| 2023            | Real Monarchs   | NextPro         | 6          | 1          |                 | -               | -               |                    | -                  | -                  |             | -           | -           | 6      | 1      |
| ott. 2023       | Real Salt Lake  | MLS             | 1          | 0          |                 | -               | -               |                    | -                  | -                  |             | -           | -           | 1      | 0      |
| ott. 2024       | Real Monarchs   | NextPro         | 1          | 0          |                 | -               | -               |                    | -                  | -                  |             | -           | -           | 1      | 0      |
| Totale carriera | Totale carriera | Totale carriera | 22         | 4          |                 | -               | -               |                    | -                  | -                  | -           | 1           | 0           | 23     | 4      |